# Kävsjö
Kävsjö är kyrkby i Kävsjö socken i Gnosjö kommun i Jönköpings län belägen tre kilometer öster om Hillerstorp. 
I byn ligger Kävsjö kyrka.